# Exorista horrens
Exorista horrens är en tvåvingeart som först beskrevs av Walker 1859.  Exorista horrens ingår i släktet Exorista och familjen parasitflugor. Inga underarter finns listade i Catalogue of Life.